# Tây Khuyết đài
Tây Khuyết đài là một khuyết đài nằm chính giữa mặt tây của Hoàng thành Huế nằm gần cửa Chương Đức, phía đông giáp điện Phụng Tiên và cung Diên Thọ, phía tây đối diện với hồ Ngoại Kim Thủy và đường Lê Huân. Đây là đài canh gác, trấn giữ khu vực phía tây Hoàng thành Huế.

## Lịch sử
Cùng với Nam Khuyết Đài, Đông Khuyết Đài và Bắc Khuyết Đài, Tây Khuyết Đài là một trong công trình xây dựng từ đầu thời Nguyễn (1804).
Đài Tây khuyết cao 4,24m, rộng gần 1.600m2.
Trải qua thời gian và chiến tranh, công trình bị xuống cấp nghiêm trọng. Từ năm 2010, Trung tâm Bảo tồn Di tích cố đô Huế tiến hành thám sát khảo cổ học để có thêm chứng cứ khoa học cho dự án trùng tu công trình này.
Tháng 6 năm 2011, Trung tâm Bảo tồn di tích Cố đô Huế khởi công dự án trùng tu Tây Khuyết đài với tổng mức đầu tư dự án trên 9 tỷ đồng với các hạng mục, phục dựng lại nhà canh, hệ thống tường thành, lan can, sân vườn… Đến tháng 4 năm 2012 thì công trình được khánh thành và đưa vào sử dụng nhân dịp Festival Huế.